# Scuola secondaria di secondo grado in Italia
La scuola secondaria di secondo grado oppure scuola media superiore, impropriamente e comunemente detta scuola superiore, nell'ordinamento scolastico italiano rappresenta uno dei due percorsi in cui si articola il secondo ciclo, del quale fa parte con l'istruzione e formazione professionale (IeFP) regionale. Entrambi i percorsi sono riconosciuti validi ai fini dell'assolvimento, per il primo biennio, dell'obbligo di istruzione e, per gli ultimi tre anni, del diritto-dovere di istruzione e formazione, almeno sino al conseguimento della qualifica professionale. Lo studente vi accede dopo aver conseguito il diploma di licenza conclusiva del primo ciclo di istruzione, con possibilità di scegliere a quale tipologia di liceo: istituti tecnici, istituti professionali e licei - iscriversi. Le tipologie di scuola secondaria di secondo grado, articolate in indirizzi, sono accomunate da un'area generale, con discipline quali, ad esempio, italiano, storia, lingua inglese, matematica, scienze, mentre si distinguono per aree specifiche, collegate, per quanto riguarda istituti/licei tecnici e professionali, ai settori economici e produttivi del Paese. Ciascun indirizzo si caratterizza per uno specifico profilo educativo culturale e professionale dello studente, definito dall'insieme delle competenze che lo studente acquisisce nel quinquennio.
I percorsi dell'istruzione del secondo ciclo hanno durata quinquennale, suddivisa in primo biennio comune, secondo biennio e ultimo anno; lo studente compie tale ciclo di studi generalmente dall'età di 14 anni fino ai 
19. Al termine del percorso scolastico, viene sostenuto l'esame di Stato (precedentemente detto di "maturità"), con il rilascio del diploma, al quale è allegato il curriculum dello studente. Il titolo conseguito, qualsiasi sia la tipologia di scuola frequentata, corrisponde al livello 4 del quadro europeo delle qualificazioni e al livello 3 ISCED, ha valore legale e consente l'iscrizione ai percorsi dell'istruzione terziaria, professionalizzanti (istituti tecnici superiori - ITS), ai percorsi dell'AFAM (Alta Formazione Artistica, Musicale e Coreutica) e ai percorsi universitari.

## Ordinamento attuale

### I tre ordini di istruzione e loro articolazione
Liceo
- Liceo artistico
  - Indirizzo arti figurative
  - Indirizzo architettura e ambiente
  - Indirizzo design
  - Indirizzo audiovisivo e multimediale
  - Indirizzo grafica
  - Indirizzo scenografia
- Liceo classico
  - Indirizzo tradizionale
- Liceo classico europeo
- Liceo linguistico
- Liceo del made in Italy
- Liceo musicale e coreutico
  - Sezione musicale
  - Sezione coreutica
- Liceo scientifico
  - Indirizzo tradizionale
  - Opzione scienze applicate
  - Opzione storico architettonico
  - Sezione con indirizzo sportivo
- Liceo delle scienze umane
  - Indirizzo tradizionale
  - Opzione economico-sociale

Istituto tecnico
- Settore economico
  - Indirizzo amministrazione, finanza e marketing
    - Articolazione tradizionale
    - Articolazione relazioni internazionali per il marketing
    - Articolazione sistemi informativi aziendali

  - Indirizzo turismo
- Settore tecnologico
  - Indirizzo meccanica, meccatronica ed energia
    - Articolazione meccanica e meccatronica
    - Articolazione energia

  - Indirizzo Nautico e Aeronautico 
    - Istituto Nautico
    - Istituto Aeronautico

  - Indirizzo trasporti e logistica
    - Articolazione costruzione del mezzo
    - Articolazione conduzione del mezzo
    - Articolazione logistica

  - Indirizzo elettronica ed elettrotecnica
    - Articolazione elettronica
    - Articolazione elettrotecnica
    - Articolazione automazione

  - Indirizzo informatica e telecomunicazioni
    - Articolazione informatica
    - Articolazione telecomunicazioni

  - Indirizzo grafica e comunicazione
  - Indirizzo chimica, materiali e biotecnologie
    - Articolazione chimica
    - Articolazione biotecnologie ambientali
    - Articolazione biotecnologie sanitarie

  - Indirizzo tessile, abbigliamento e moda
    - Articolazione tradizionale
    - Articolazione calzature e moda

  - Indirizzo agraria, agroalimentare e agroindustria
    - Articolazione produzioni e trasformazioni
    - Articolazione gestione dell'ambiente e del territorio
    - Articolazione viticoltura ed enologia

  - Indirizzo costruzioni, ambiente e territorio
    - Articolazione tradizionale
    - Articolazione geotecnico

Istituto professionale
- agricoltura, sviluppo rurale, valorizzazione dei prodotti del territorio e gestione delle risorse forestali e montane;
- pesca commerciale e produzioni ittiche;
- industria e artigianato per il Made in Italy;
- manutenzione e assistenza tecnica;
- gestione delle acque e risanamento ambientale;
- servizi commerciali;
- enogastronomia e ospitalità alberghiera;
- servizi culturali e dello spettacolo;
- servizi per la sanità e l'assistenza sociale;
- arti ausiliarie delle professioni sanitarie: odontotecnico;
- arti ausiliarie delle professioni sanitarie: ottico.

### Risultati di apprendimento comuni, per ciascuno dei tre ordini, nei Profili di uscita
Con il riordino del secondo ciclo sono stati descritti i profili dei tre ordini in uscita dal quinquennio, in cui sono distinti i risultati di apprendimento comuni a tutti gli indirizzi dai risultati specifici dei diversi indirizzi. Si riportano, nella tabella che segue, i risultati comuni dei profili dei licei e degli istituti tecnici, tratti dal Supplemento Europass al Certificato, rilasciato alla conclusione del percorso, insieme con il diploma di Stato e il curriculum dello studente. Per gli istituti professionali, il cui riordino è stato sottoposto a revisione con il sopra citato D.Lgs. 61/2017, sono riportati i risultati comuni tratti dal Decreto del 24 maggio 2018, n. 92.
Liceo
- padroneggiare la lingua italiana in contesti comunicativi diversi, utilizzando registri linguistici adeguati alla situazione;
- comunicare in una lingua straniera almeno a livello B2 (QCER);
- elaborare testi, scritti e orali, di varia tipologia in riferimento all’attività svolta;
- identificare problemi e argomentare le proprie tesi, valutando criticamente i diversi punti di vista e individuando possibili soluzioni;
- riconoscere gli aspetti fondamentali della cultura e tradizione letteraria, artistica, filosofica, religiosa, italiana ed europea, e saperli confrontare con altre tradizioni e culture;
- agire conoscendo i presupposti culturali e la natura delle istituzioni politiche, giuridiche, sociali ed economiche, con riferimento particolare all’Europa oltre che all’Italia, e secondo i diritti e i doveri dell’essere cittadini;
- padroneggiare il linguaggio specifico e le rispettive procedure della matematica, delle scienze fisiche e delle scienze naturali;
- utilizzare criticamente strumenti informatici e telematici per svolgere attività di studio e di approfondimento, per fare ricerca e per comunicare;
- operare in contesti professionali e interpersonali svolgendo compiti di collaborazione critica e propositiva nei gruppi di lavoro.

Istituto tecnico
- utilizzare il patrimonio lessicale ed espressivo della lingua italiana secondo le esigenze comunicative nei vari contesti: sociali, culturali, scientifici, economici, tecnologici;
- stabilire collegamenti tra le tradizioni culturali locali, nazionali ed internazionali, sia in prospettiva interculturale sia ai fini della mobilità di studio e di lavoro;
- utilizzare gli strumenti culturali e metodologici per porsi con atteggiamento razionale, critico e responsabile di fronte alla realtà, ai suoi fenomeni, ai suoi problemi, anche ai fini dell’apprendimento permanente;
- utilizzare e produrre strumenti di comunicazione visiva e multimediale, anche con riferimento alle strategie espressive e agli strumenti tecnici della comunicazione in rete;
- padroneggiare la lingua inglese e, ove prevista, un’altra lingua comunitaria per scopi comunicativi e utilizzare i linguaggi settoriali relativi ai percorsi di studio, per interagire in diversi ambiti e contesti professionali, al livello B2 del quadro comune europeo di riferimento per le lingue - QCER;
- utilizzare il linguaggio e i metodi propri della matematica per organizzare e valutare adeguatamente informazioni qualitative e qantitative;
- identificare e applicare le metodologie e le tecniche della gestione per progetti;
- redigere relazioni tecniche e documentare le attività individuali e di gruppo relative a situazioni professionali;
- individuare e utilizzare gli strumenti di comunicazione e di team working più appropriati per intervenire nei contesti organizzativi e professionali di riferimento.

Istituto professionale
- agire in riferimento ad un sistema di valori, coerenti con i principi della costituzione, in base ai quali essere in grado di valutare fatti e orientare i propri comportamenti personali, sociali e professionali;
- utilizzare il patrimonio lessicale ed espressivo della lingua italiana secondo le esigenze comunicative nei vari contesti: sociali, culturali, scientifici, economici, tecnologici e professionali;
- riconoscere gli aspetti geografici, ecologici, territoriali, dell’ambiente naturale ed antropico, le connessioni con le strutture demografiche, economiche, sociali, culturali e le trasformazioni intervenute nel corso del tempo;
- stabilire collegamenti tra le tradizioni culturali locali, nazionali ed internazionali, sia in una prospettiva interculturale sia ai fini della mobilità di studio e di lavoro;
- utilizzare i linguaggi settoriali delle lingue straniere previste dai percorsi di studio per interagire in diversi ambiti e contesti di studio e di lavoro;
- riconoscere il valore e le potenzialità dei beni artistici e ambientali;
- individuare ed utilizzare le moderne forme di comunicazione visiva e multimediale, anche con riferimento alle strategie espressive e agli strumenti tecnici della comunicazione in rete;
- utilizzare le reti e gli strumenti informatici nelle attività di studio, ricerca e approfondimento;
- riconoscere i principali aspetti comunicativi, culturali e relazionali dell’espressività corporea ed esercitare in modo efficace la pratica sportiva per il benessere individuale e collettivo;
- comprendere e utilizzare i principali concetti relativi all'economia, all'organizzazione, allo svolgimento dei processi produttivi e dei servizi;
- padroneggiare l'uso di strumenti tecnologici con particolare attenzione alla sicurezza e alla tutela della salute nei luoghi di vita e di lavoro, alla tutela della persona, dell'ambiente e del territorio;
- utilizzare i concetti e i fondamentali strumenti degli assi culturali per comprendere la realtà ed operare in campi applicativi.

### Esiti scolastici
Come disposto dal D.P.R. n. 323/1998 (del 23 luglio 1998), nel corso del triennio conclusivo lo studente - in base alla media delle valutazioni riportate a fine anno - riceve dei crediti, il cui totale concorrerà a formare il voto conclusivo dell'esame di maturità.

#### Credito scolastico
Il D.Lgs. 13 aprile 2017, n. 62 ha sostituito il precedente ordinamento circa l'assegnazione del credito scolastico. Esso stabilisce una tabella di conversione, basata sulla media dei voti riportati dallo studente nello scrutinio finale. Il punteggio, rapportato alla valutazione stessa, prevedeva un minimo di 4 punti ed un massimo di 8 per il terzo e quarto anno di studi: nel quinto, il punteggio veniva innalzato da 5 a 9.
All'attribuzione del credito possono inoltre concorrere altre attività formative compiute dallo studente, come tirocini e certificazioni sportive o linguistiche.

#### Sospensione del giudizio
La riforma del 2007 ha istituito la "sospensione del giudizio", sistema che richiama in parte l'esame di riparazione. Lo studente che, nello scrutinio finale, abbia riportato una o più insufficienze (fino ad un massimo di 3 o 4 discipline) deve colmarle prima dell'anno scolastico successivo per essere ammesso alla classe seguente. Agli studenti è concessa la possibilità di frequentare corsi di recupero (solitamente poco dopo il termine della scuola) mentre gli esami - consistenti in prove orali o scritte - si tengono appena prima dell'inizio del nuovo anno scolastico.
L'eventuale sospensione del giudizio non influisce sull'assegnazione del credito scolastico.

### Percorsi per le competenze trasversali e l'orientamento
Sono previsti nel secondo biennio e quinto anno specifici percorsi per le competenze trasversali e l'orientamento (PCTO), evoluzione dell'alternanza scuola-lavoro come previsto dalla legge di Bilancio 2019, le cui linee guida stabiliscono un monte ore minimo di:
- 90 ore per i licei;
- 150 ore per gli istituti tecnici;
- 210 ore per gli istituti professionali.

Tali PCTO sono parte integrante della prova orale nell'Esame di Stato.

### Educazione civica
Da settembre 2020, come previsto dalla Legge 92/2019, l'Educazione Civica è una disciplina trasversale che interessa tutti i gradi scolastici, a partire dalla scuola dell’Infanzia fino alla scuola secondaria di II grado.
L'insegnamento ruota intorno a tre nuclei tematici principali: Costituzione, Sviluppo Sostenibile, Cittadinanza Digitale.
È previsto un monte ore di 33 ore annue, senza ulteriori oneri a carico dello Stato, a cui concorrono tutti i docenti del consiglio di classe.

## Storia e ordinamenti previgenti

### L'unità d'Italia
Il liceo che venne creato per primo fu il classico, fondato nel 1859 e limitato inizialmente al solo Regno di Sardegna, quindi, con l'unificazione, fu esteso a tutta l'Italia. L'organizzazione era questa: gli alunni, dopo aver frequentato la scuola elementare (che all'epoca era quadriennale), frequentavano per cinque anni il ginnasio e per tre anni il liceo; all'epoca questa scuola veniva denominata Ginnasio Liceo.
Nel 1911, per rinnovare e modernizzare il sistema liceale italiano, venne creato il liceo moderno, e chi aveva frequentato i primi tre anni di ginnasio poteva poi optare per il quarto ginnasio classico o per il quarto ginnasio moderno. Nel 1923 il Ministro della pubblica istruzione fece un'altra riforma, in cui il liceo moderno veniva abolito, e al suo posto venivano creati il liceo scientifico e il liceo femminile che in séguito verrà abolito. Infine, nel 1952, ci fu un'altra riforma, in cui venivano apportate alcune modifiche negli orari delle materie del liceo classico. Negli anni Settanta vennero creati i primi licei artistici.

### Progetto Brocca (1988-1992)
Il progetto Brocca, dal nome del sottosegretario italiano alla pubblica istruzione Beniamino Brocca, è uno studio per la revisione del sistema scolastico italiano effettuato a cavallo fra gli anni 80 e 90.
Istituita nel 1988, la Commissione Brocca ricevette dall'allora Ministro della pubblica istruzione Giovanni Galloni il mandato di rivedere i programmi dei primi due anni della secondaria superiore, in vista del prolungamento dell'istruzione obbligatoria al sedicesimo anno d'età. L'anno successivo, con il nuovo ministro Sergio Mattarella, si ebbe il primo esito concreto della commissione, cioè l'elaborazione dell'area comune del biennio. Ricostituita nel 1990 dal ministro Gerardo Bianco, nel 1991 il mandato della Commissione fu esteso ai piani di studio del triennio. Nel 1992, durante il dicastero di Riccardo Misasi, i lavori si conclusero.
Il progetto prevedeva 17 indirizzi di studio, e molti di essi sono rimasti attivi fino alla riforma Gelmini.
- Indirizzi liceali: Artistico, Classico, Linguistico, Socio-psicopedagogico, Scientifico, Scientifico-tecnologico e Musicale
- Indirizzi tecnici: Chimico, Elettrotecnica e automazione, Elettronica e telecomunicazioni, Informatico e telematico, Meccanico, Tessile, Costruzioni, Territorio, Agroindustriale, Biologico, Economico-aziendale, Linguistico aziendale. Nel 1996 negli Istituti tecnici commerciali si sperimenta il "Progetto IGEA", caratterizzato da un'area detta "di progetto", caratterizzata da "progetti di ricerca interdisciplinare, di ampiezza e durata variabile, che affrontino un tipico problema della conoscenza o un problema pratico di rilevante interesse per l'indirizzo"[24].

### Riordino degli istituti professionali (1992)
Nel 1992, dopo una sperimentazione assistita, sono oggetto di riordino gli istituti professionali statali di durata triennale, con una riduzione delle ore dedicate all'area laboratoriale di indirizzo, gestita dalla scuola per assicurare una "costante congruenza con le esigenze del mondo produttivo", un rinforzo dell'area comune, mirata a fornire una preparazione di base e infine l'introduzione dell'area "di approfondimento", mirata al recupero di situazioni di svantaggio e alla individualizzazione/personalizzazione dell'offerta formativa. Al conseguimento del diploma di qualifica triennale, nel 1994 si rende possibile, su opzione dello studente, la prosecuzione del percorso frequentando un biennio postqualifica, mirato a rafforzare l'area di indirizzo, con una riduzione delle ore dell'area comune. A queste due aree si istituisce la cosiddetta "terza area" professionalizzante, caratterizzata anche da attività da svolgere in collaborazione con la formazione professionale regionale o in collaborazione con realtà lavorative. Nella descrizione della terza area compare l'espressione "alternanza scuola-lavoro".

### La riforma Berlinguer
La successiva riforma Berlinguer prevede una generale riorganizzazione della scuola italiana; viene varata dal Ministro della pubblica istruzione del primo governo Prodi, ed ex-rettore dell'Università di Siena, Luigi Berlinguer.  Prima ancora di entrare in vigore, tale riforma è stata interamente abrogata dalla legge 28 marzo 2003 n. 53, più nota come riforma Moratti, sicché il nuovo disegno scolastico tracciato da Berlinguer non ha mai trovato applicazione concreta.
Questa riforma avrebbe abolito la suddivisione di scuole elementari, medie e superiori sostituendo il tutto con una struttura basata sui cicli. Erano previsti sei anni di ciclo primario (o di base) per i bambini dai 6 ai 12 anni e altri sei anni di ciclo secondario per i ragazzi dai 12 ai 18 anni. La riforma inoltre avrebbe portato l'obbligo scolastico a 15 anni (allora l'obbligo era fermo alla terza media, mentre poi è stato innalzato a 16 anni ad opera del ministro Giuseppe Fioroni); era inoltre previsto un nuovo tipo di obbligo, quello alla formazione professionale che sarebbe durato fino ai 18 anni.
Il ciclo primario seiennale sarebbe stato suddiviso in tre bienni; la scuola di base sarebbe nata dalla fusione delle vecchie elementari e medie; molto si puntava sulla riduzione del numero di materie e su un minor numero di insegnanti per classe rispetto al vecchio modello delle scuole medie.
Era previsto un ciclo secondario seiennale, articolato in sei aree, in cui sarebbero confluite tutte le vecchie scuole medie superiori: Umanistica, Scientifica, Tecnica,Tecnologica, Artistica, Musicale.
Dopo un primo anno introduttivo, comune a tutti gli indirizzi, nel successivo biennio ancora molte materie sarebbero state in comune per permettere allo studente di capire quale indirizzo scolastico fosse migliore per lui e per facilitare il passaggio da un indirizzo all'altro. Al termine del primo triennio, che concludeva l'obbligo, era previsto un esame introduttivo al triennio finale. Al termine dell'intero corso, era previsto l'esame di Stato per conseguire il diploma.
Un altro cambiamento era la possibilità per lo studente in possesso di una licenza media di non proseguire il proprio corso di studi nel percorso dell'istruzione, con l'obbligo però ad una formazione professionale fino ai 18 anni, al termine dei quali bisognava comunque conseguire una qualifica professionale.
La riforma non è mai entrata in vigore; dall'anno scolastico 2003-2004 è in vigore la legge 28 marzo 2003 n. 53 detta anche riforma Moratti, che ha ridisegnato in modo diverso l'intero sistema scolastico.

### Le scuole superiori prima della riforma Moratti
Le scuole superiori si rifacevano ancora alla riforma del 1923 del ministro Giovanni Gentile e si dividevano essenzialmente in cinque grandi rami:
- Licei (di durata quinquennale): classico (sottodiviso in Ginnasio superiore - cioè quarta e quinta Ginnasio - per i primi due anni e Liceo classico propriamente detto per i successivi tre anni); scientifico; artistico e artistico con sperimentazione musicale e/o coreutica; linguistico. Il liceo artistico aveva, in origine, una durata di soli quattro anni e dava accesso, dopo tale periodo, solamente all'Accademia di belle arti. Con l'introduzione di un quinto anno integrativo venne poi permesso l'accesso a tutte le facoltà universitarie. L'accesso all'Accademia di belle arti e alla Facoltà di Architettura poteva comunque avvenire con il conseguimento del diploma al quarto anno, in virtù di una divisione, dopo il secondo anno di liceo, in sezioni relative a questi specifici indirizzi.
- Istituti tecnici (di durata quinquennale): ad indirizzo aeronautico, agrario (ITA), per attività sociali (ITAS), commerciale (ITC), per geometri (ITG), industriale (ITI), nautico (ITN), per il turismo. Gli istituti tecnici, anch'essi della durata di cinque anni (per i diplomati sino al 1969, con possibilità di accesso a specifiche facoltà universitarie di indirizzo conforme agli studi compiuti; per i diplomati dopo il 1969, con possibilità di accesso a tutte le facoltà universitarie):
- Istituti professionali  (di durata quinquennale, con biennio postqualifica): articolati in macroaree: oltre ai settori atipici, il settore agricoltura, con indirizzo agrario; il settore industria e artigianato, con indirizzo abbigliamento e moda, chimico biologico, edile, elettrico ed elettronico, meccanico termico; settore servizi, con indirizzi alberghieri e della ristorazione, economico aziendale e turistico, pubblicità, servizi sociali, oltre ai settori atipici;
- Istituti d'arte: l'istruzione artistica era rappresentata dagli istituti d'arte (arte applicata) e dai licei artistici (arte accademica)
- Istituti magistrali: introdotti dalla riforma Gentile, che aveva lo scopo di preparare il personale docente della scuola elementare. La durata originaria del corso era di quattro anni con accesso alla facoltà universitaria di Magistero. Anche in questo caso era stato successivamente introdotto negli anni Settanta del XX secolo un quinto anno integrativo per permettere l'accesso a tutte le facoltà universitarie. Con l'introduzione dell'obbligo di laurea per il personale docente della scuola primaria (ex-materna ed elementare) gli istituti magistrali si sono riconvertiti in varie forme.

A conclusione dei percorsi di durata quinquennale lo studente consegue il diploma e con esso la possibilità di accedere a qualsiasi facoltà universitaria. L'accesso a tutte le facoltà universitarie per tutte le scuole secondarie di secondo grado quinquennali fu consentito solo dal 1969 (prima era consentito solo ai soli diplomati del liceo classico ed a singole facoltà per tutte le altre scuole superiori).
Durante la frequenza del quinquennio, per accedere all'anno scolastico successivo - in materie nel cui scrutinio finale aveva riportato insufficienze, lo studente doveva sostenere uno o più esami attraverso l'esame di riparazione, nato negli anni '20, abolito nel 1995, dal ministro Francesco D'Onofrio, per essere sostituiti dal "debito formativo", che si prevedeva dovesse essere colmato entro l'anno scolastico seguente, sebbene il mancato risanamento non inficiasse il regolare percorso di studi.

### La riforma Moratti
La riforma Moratti unifica nella categoria dei "licei" i licei e gli istituti tecnici statali, distinti dal sistema dell'istruzione e formazione professionale, di competenza regionale.
Del sistema dei licei, di durata quinquennale, articolata in due bienni e un quinto anno, si prevede facciano parte i licei classico, linguistico, musicale e coreutico, scientifico, con i licei artistico, economico e tecnologico e delle scienze umane, articolati in indirizzi, «per corrispondere ai diversi fabbisogni formativi». In tutti gli indirizzi liceali viene prevista la possibilità di frequentare il secondo ciclo in alternanza scuola-lavoro, su richiesta degli studenti, con il riconoscimento degli apprendimenti acquisiti in contesto lavorativo come equivalenti agli apprendimenti acquisiti a scuola. Il riferimento per ciascun indirizzo è il PECuP, cioè il Profilo Educativo Culturale e Professionale, caratterizzato dalle competenze che lo studente acquisisce nel quinquennio.
Secondo la L. 53/2003 il sistema regionale dell'istruzione e formazione professionale, di durata triennale con il conseguimento di una qualifica, e quadriennale, con il conseguimento di un diploma, realizza profili legati a titoli che possano essere riconosciuti a livello nazionale; tali titoli consentono, attraverso un quinto anno integrativo, l'accesso all'esame di stato e quindi università. L'obbligo formativo, come configurato nel 1999, viene ridefinito come «diritto-dovere di istruzione e formazione».

### Gli interventi di Fioroni
Nel 2006, il ministro Giuseppe Fioroni apporta alcune modifiche alla riforma Moratti:
- all'interno del diritto-dovere di istruzione e formazione esteso sino al diciottesimo anno con il D.Lgs. 76/2005, viene ritagliato l'obbligo di istruzione per una frequenza pari a 10 anni complessivi, fino al compimento di 16 anni d'età, quindi estendendo l'obbligo al primo biennio della scuola secondaria di secondo grado, con certificazione, referenziata al II livello EQF, delle competenze riferite agli assi culturali e alle competenze chiave per l'educazione permanente;
- per i casi di valutazione insufficiente degli alunni frequentanti la scuola secondaria[29] di secondo grado, si prevedono attività di recupero dei debiti che le scuole debbono realizzare sia durante l'anno scolastico (nel caso di valutazioni insufficienti nello scrutinio del primo trimestre), sia, per gli studenti con giudizio sospeso, dopo lo scrutinio finale, con verifiche finali e integrazione dello scrutinio finale, da attuarsi entro la fine dell'anno scolastico (30 agosto)[33], modalità che richiamano l'esame di riparazione[19];
- circa l'esame di maturità, si prevede una commissione composta da una maggioranza di membri esterni, i quali diventano 4 (incluso il presidente) mentre altri 3 sono interni[34], lasciando immutata la composizione prevista dalla riforma Berlinguer. Il totale dei crediti viene aumentato da 20 a 25, mentre il punteggio del colloquio orale scende da 35 a 30 punti.[34]

Le innovazioni proposte furono applicate a partire dal successivo anno scolastico: il 2007-2008. Tra le varie innovazioni Fioroni introduce la carta dello studente e il patto educativo di corresponsabilità all'interno dello statuto studenti e studentesse.Disapplica la figura del tutor (intermediario con la famiglia) introduce delle premialità per le eccellenze degli studenti .A suo sfavore possiamo citare la riduzione delle ore settimanali di laboratorio da 40 a 36 a parità di docenti.

### La riforma Gelmini
Nell'autunno 2008, il Consiglio dei ministri riceve da Mariastella Gelmini le principali linee su cui orientare il riordino del secondo ciclo che, iniziato durante l'anno scolastico 2010-11, entra a pieno regime nel 2014-15. In continuità con le indicazioni delle norme precedenti, a partire dalla L. 53/2003, il riordino si contraddistingue per la descrizione degli indirizzi in termini di competenze/risultati di apprendimento caratterizzanti i profili di studio, con riferimento ai quadri europei degli apprendimenti per l'educazione permanente (EQF, QCER, Competenze chiave). Queste scelte mirano a rendere trasparenti i contenuti dei titoli di studio e a rapportarli a standard comuni, al fine di rendere possibile la traduzione di tali titoli anche fuori dal territorio nazionale.
Il programma ristruttura il sistema formativo in:
- sei indirizzi di liceo[38]
- due tipologie di istituto tecnico divisi in undici indirizzi,[39][40]
- due tipologie di istituti professionali statali divisi in sei indirizzi.[40]. Il riordino degli istituti professionali subisce una modifica con il Decreto legislativo 17 aprile 2017, n. 61, in materia di "Revisione dei percorsi dell'istruzione professionale nel rispetto dell'articolo 117 della Costituzione, nonché raccordo con i percorsi dell'istruzione e formazione professionale, a norma dell'articolo 1, commi 180 e 181, lettera d), della legge 13 luglio 2015, n. 107", e successivi provvedimenti attuativi.

Le scelte attuate per questo riordino, tra le quali la riduzione dell'orario settimanale negli istituti tecnici e nei professionali, suscitano proteste - da parte di scuole superiori ed istituti universitari - sfociate in scioperi e occupazioni.

## Il ruolo dell'orientamento nella scelta
Le scuole del secondo ciclo, come quelle del primo, svolgono, in stretta connessione con la funzione di insegnamento-apprendimento, la funzione orientativa, la cui rilevanza è messa particolarmente in evidenza nelle norme di riforma avviate con l'autonomia scolastica dalla fine del '900. Le azioni di orientamento realizzate dal docenti, anche in collaborazione con soggetti esterni (es. psicologi), nei vari segmenti dei due cicli mirano, da un lato, a sviluppare negli alunni/studenti consapevolezza di sé e capacità di riflettere su attitudini e interessi, dall'altro,  ad approfondire la conoscenza dei percorsi e/o degli sbocchi lavorativi successivi. Accanto ai "percorsi di orientamento per la comprensione di sé e delle proprie inclinazioni", all' "utilizzo di strumenti", agli "incontri individuali con i docenti referenti per l'orientamento, per ricevere supporto nella scelte", ai PCTO (percorsi per le competenze trasversali e per l'orientamento), sono organizzati eventi informativi di presentazione "dei diversi indirizzi di scuola secondaria di II grado o dei corsi di studi universitari e post diploma". Questi eventi si attuano secondo varie modalità, come ad esempio visite delle scuola del secondo ciclo o delle università da parte di alunni/studenti in ingresso, attività educative di alunni/studenti con docenti di segmento/ordine di scuola diverso, apposite giornate in cui è possibile la visita della scuola o dell'università, definite open day, partecipazione a fiere e manifestazioni di orientamento a carattere nazionale, regionale o locale.
La scelta, da parte degli alunni della scuola secondaria di primo grado, del percorso di istruzione (liceo, istituto tecnico o professionale) oppure di istruzione e formazione professionale regionale, è accompagnata anche dai suggerimenti che i docenti del Consiglio di classe raccolgono in un modulo articolato per il consiglio orientativo.
Prima dell'avvio o comunque entro il mese di novembre del primo anno è prevista per lo studente iscritto presso una scuola secondaria di secondo grado la possibilità di optare per un altro percorso di studi, con richiesta motivata. Durante il percorso di studi l'inserimento in un nuovo indirizzo di studi richiede esami o colloqui integrativi (dettati da ragioni didattiche).
Con il monitoraggio delle situazioni e degli esiti degli alunni/degli studenti dopo l'uscita dalla scuola viene verificata l'efficacia delle azioni realizzate.

## Organi scolastici

### Partecipazione studentesca

#### Assemblea di classe
L'Assemblea di classe è un organo collegiale della scuola italiana, presente nella scuola secondaria di secondo grado. L'assemblea riunisce tutti gli studenti di una singola classe per discutere i problemi interni alla stessa o all'istituto. Essa può essere convocata dai rappresentanti degli studenti una volta al mese, per un massimo di 2 ore.
Nonostante spesso per prassi alle assemblee venga lasciata facoltà di riunirsi a porte chiuse, in base al comma 8 dell'art. 13 del Testo Unico sull'istruzione, all'assemblea di classe o di istituto possono assistere, oltre al preside od un suo delegato, i docenti che lo desiderino. Questi non hanno comunque diritto di parola, salvo diversa decisione del presidente dell'assemblea.

#### Rappresentante di classe
Il rappresentante di classe, istituito dai Provvedimenti Delegati sulla scuola del 1973, ha la funzione di rappresentare i genitori o gli studenti di una classe presso il consiglio di classe.  Nelle scuole italiane, partendo da quelle per l'infanzia (nido d'infanzia e scuola infantile) fino a quella primaria, ha la funzione di rappresentare i soli genitori e ne viene eletto uno per sezione o per classe. Nelle scuole secondarie di primo grado i rappresentanti dei genitori all'interno di una classe aumentano da uno a quattro nel rispettivo consiglio di classe. Nel consiglio di classe di scuola secondaria di secondo grado i rappresentanti dei genitori passano da quattro a due, integrati da due rappresentanti degli studenti eletti in ogni classe i quali possono richiedere ai docenti mensilmente due ore per svolgere l'assemblea di classe qualora si renda necessario.

#### Assemblea d'istituto
L'assemblea d'istituto è la riunione di tutti gli studenti che rappresenta un momento di confronto e di discussione tra essi, avente come scopo l'approfondimento dei problemi della scuola e della società. È regolata dal Testo Unico D.Lgs 297/94 che sancisce il diritto per gli studenti di un istituto di riunirsi un giorno al mese con l'esclusione dell'ultimo mese di lezione per un massimo di quattro volte.. L'assemblea è stata istituita con i cosiddetti "Provvedimenti Delegati sulla scuola" del 1973-1974. In caso gli studenti ne ravvisino la necessità, ulteriori assemblee possono essere richieste in orario pomeridiano purché siano disponibili i locali scolastici.
- 1. Le assemblee studentesche nella scuola secondaria superiore costituiscono occasione di partecipazione democratica per l'approfondimento dei problemi della scuola e della società in funzione della formazione culturale e civile degli studenti.
- 2. Le assemblee studentesche possono essere di classe o di istituto.
- 3. In relazione al numero degli alunni ed alla disponibilità dei locali l'assemblea di istituto può articolarsi in assemblea di classi parallele.
- 4. I rappresentanti degli studenti nei consigli di classe possono esprimere un comitato studentesco di istituto.
- 5. Il comitato studentesco può esprimere pareri o formulare proposte direttamente al consiglio di istituto.
- 6. È consentito lo svolgimento di una assemblea di istituto ed una di classe al mese nel limite, la prima, delle ore di lezione di una giornata e, la seconda, di due ore. L'assemblea di classe non può essere tenuta sempre lo stesso giorno della settimana durante l'anno scolastico. Altra assemblea mensile può svolgersi fuori dell'orario delle lezioni, subordinatamente alla disponibilità dei locali. Alle assemblee di istituto svolte durante l'orario delle lezioni, ed in numero non superiore a quattro, può essere richiesta la partecipazione di esperti di problemi sociali, culturali, artistici e scientifici, indicati dagli studenti unitamente agli argomenti da inserire nell'ordine del giorno. Detta partecipazione deve essere autorizzata dal consiglio d'istituto.
- 7. A richiesta degli studenti, le ore destinate alle assemblee possono essere utilizzate per lo svolgimento di attività di ricerca, di seminario e per lavori di gruppo.
- 8. Non possono aver luogo assemblee nel mese conclusivo delle lezioni. All'assemblea di classe o di istituto possono assistere, oltre al preside od un suo delegato, i docenti che lo desiderino.»

(Art. 13 - D.Lgs 297 del 16 aprile 1994)
L'assemblea ha la funzione di permettere agli studenti di prendere coscienza dei problemi sociali, acuendo lo spirito critico nei confronti degli eventi d'attualità, e di riflettere sulla vita scolastica; essa può, inoltre, produrre documenti da sottoporre all'attenzione del dirigente scolastico. Le modalità di svolgimento possono essere diverse in funzione degli spazi, di norma vengono utilizzate l'aula magna e la palestra, essendo i locali più spaziosi e quindi maggiormente adatti per ospitare l'intero corpo studentesco, oltre che, qualora necessario, aule, laboratori o altri locali interni, utili per tenere gruppi più ristretti. L'Assemblea di Istituto può, a seconda della disponibilità dei locali, articolarsi per classi parallele, permettendo ai diversi corsi scolastici di organizzare assemblee divise. Gli spunti di riflessione da cui far partire la discussione possono essere diversi, come la visione di un film oppure l'intervento di un insegnante o di un relatore esterno. In alcuni istituti l'Assemblea è divisa in differenti "comitati di dibattito", indicati nell'ordine del giorno, e, pertanto, gli studenti hanno la possibilità di scegliere quale argomento seguire.
L'assemblea può essere richiesta dalla maggioranza del comitato studentesco (ove presente) o dal 10% degli studenti, anche se in molte scuole è consuetudine: per comodità, però, spesso i dirigenti scolastici accordano la richiesta anche solo dei rappresentanti d'istituto. È inoltre necessario definire un ordine del giorno che verrà discusso nelle ore di assemblea. Ai dirigenti scolastici è esclusivamente affidato il compito di collaborare con i rappresentanti d'istituto per garantire la sicurezza degli studenti e il rispetto del regolamento, adottando le misure necessarie per assicurare il corretto svolgimento dell'assemblea o sospendendola qualora ciò non sia possibile.

#### Consulta provinciale
La consulta è un organo che raccoglie al suo interno due rappresentanti (diversi dai rappresentanti d'Istituto) per ogni scuola della provincia. Dispone di fondi propri, destinati all'utilizzo degli studenti. Può anche essere un ottimo modo per creare una rete di studenti organizzata e dare vita ad un dialogo costruttivo tra le varie scuole di uno stesso territorio.
Decide i modi e le riunioni tramite un proprio regolamento oppure tramite decisione dell assemblea plenaria.
I rappresentanti della consulta vengono eletti ogni due anni dagli studenti, durante le elezioni dei rappresentanti di Istituto e con le stesse modalità.

### La didattica e l'organizzazione della scuola

#### Collegio dei docenti
Il collegio dei docenti è un'istituzione deliberante della scuola italiana, istituito con il D.P.R. 416 31 maggio 1974, articolo 4, allegato ai Provvedimenti Delegati sulla scuola. Il collegio dei docenti è composto da tutti i docenti in servizio ed è presieduto dal dirigente. Quest'ultimo si incarica anche di dare esecuzione alle delibere del Collegio.  Si riunisce in orari non coincidenti con le lezioni, su convocazione del dirigente scolastico o su richiesta di almeno un terzo dei suoi componenti, ogni volta che vi siano decisioni importanti da prendere.
Al collegio dei docenti competono le decisioni relative alla didattica:
1. definisce annualmente la programmazione didattico-educativa, con particolare cura per le iniziative multi o interdisciplinari;
2. formula proposte al dirigente scolastico per la formazione e la composizione delle classi, per la formulazione dell'orario delle lezioni o per lo svolgimento delle altre attività scolastiche, tenuto conto dei criteri generali indicati dal Consiglio di Istituto;
3. delibera la suddivisione dell'anno scolastico;
4. valuta periodicamente l'efficacia complessiva dell'azione didattica in rapporto agli orientamenti e agli obiettivi programmati proponendo, ove necessario, opportune misure per il suo miglioramento;
5. provvede all'adozione dei libri di testo, sentiti i Consigli di classe, nei limiti delle disponibilità finanziarie indicate dal Consiglio di Istituto e alla scelta dei sussidi didattici;
6. adotta e promuove, nell'ambito delle proprie competenze, iniziative di sperimentazione;
7. promuove iniziative di aggiornamento rivolte ai docenti dell'Istituto;
8. elegge al proprio interno i docenti che fanno parte del Comitato per la valutazione del servizio del personale insegnante;
9. programma e attua le iniziative per il sostegno agli alunni disabili;
10. delibera, su proposta dei Consigli di classe, le attività di integrazione e recupero (IDEI);
11. delibera, per la parte di propria competenza, i progetti e le attività paraextrascolastiche miranti all'ampliamento dell'offerta formativa dell'Istituto;
12. delibera i criteri dell'assegnazione dei crediti scolastici.

#### Consiglio di classe
Il consiglio di classe è un organo collegiale della scuola italiana, formato dal corpo docente della classe, dal dirigente scolastico, dai rappresentanti degli studenti (ove previsti) e dal/dai rappresentante/i dei genitori. Esso ha il compito di formulare proposte al Collegio Docenti relative all'azione educativa e didattica e agevolare il rapporto tra docenti, genitori e studenti. Con la sola presenza dei docenti ha competenza riguardo alla realizzazione del coordinamento didattico e dei rapporti interdisciplinari e alla valutazione periodica e finale degli alunni.

#### Consiglio d'istituto
Il Consiglio d'istituto è un organo collegiale formato dalle varie componenti interne alla scuola e si occupa della gestione e dell'amministrazione trasparente degli istituti scolastici pubblici e parificati statali italiani. Tale organo elabora e adotta atti di carattere generale che attengono all'impiego delle risorse finanziarie erogate dallo Stato, dagli Enti pubblici e privati. In esso sono presenti rappresentanti dei docenti, dei genitori, del personale ATA e, nelle scuole superiori, degli studenti. Il dirigente scolastico ne fa parte come membro di diritto.
Ogni rappresentanza viene eletta all'interno della sua componente mediante consultazioni elettorali regolarmente effettuate all'interno dell'Istituto. Il mandato è triennale per i membri docenti, ATA e genitori. Il mandato è invece annuale, nelle scuole superiori, per gli studenti. La presidenza del Consiglio d'Istituto spetta ad un genitore eletto da tutte le componenti del Consiglio con votazione segreta.
Essere in carica per il ruolo preclude automaticamente la partecipazione o la candidatura alle altre carica di rappresentanza. Ad esempio, uno studente può candidarsi sia a rappresentante di classe che a rappresentante d'istituto, ma se viene eletto a entrambe le cariche, dovrà dimettersi da una delle due (solitamente la meno prestigiosa.

#### Rappresentanti d'istituto
Con il termine rappresentanti d'istituto si indicano i membri del Consiglio d'Istituto eletti dalla componente genitori, dalla componente del personale ATA e dalla componente studenti.
Il loro numero varia a seconda delle dimensioni della popolazione studentesca: nel caso in cui essa sia pari o inferiore a 500, i rappresentanti di studenti e genitori sono 3 ciascuno; superiore a 500, sono 4 ciascuno. Nella Scuola Secondaria di 1º grado i posti non assegnati agli studenti vengono assegnati ai genitori, la cui componente ha quindi rappresentatività doppia.
I rappresentanti d'Istituto sono eletti attraverso il sistema proporzionale nei mesi di ottobre o novembre e rappresentano la propria componente anche nei confronti del dirigente scolastico, di cui spesso rappresentano la contro parte nelle questioni che vedono contrapposti studenti e docenti.

#### Giunta esecutiva
La giunta esecutiva è eletta in seno al consiglio di istituto ed è presieduta dal dirigente scolastico; ogni componente esprime la sua rappresentanza.
Nelle scuole secondarie di primo grado essa è composta da un docente, un impiegato amministrativo o tecnico o ausiliario, da due genitori (membri eletti); dal dirigente scolastico e dal direttore dei servizi generali e amministrativi (membri di diritto).
Nella scuola secondaria di secondo grado la giunta ha un solo rappresentante dei genitori e anche un rappresentante degli studenti.
Assume i compiti preparatori ed esecutivi del consiglio d'istituto: propone il programma annuale (o bilancio preventivo) e il conto consuntivo, prepara i lavori del consiglio e cura l'esecuzione delle relative delibere. Il consiglio di istituto tuttavia resta l'unico organo deliberante all'interno della scuola in cui sono presenti tutte le componenti della comunità educativa.